# سیارک ۱۲۰۴۶۰
سیارک ۱۲۰۴۶۰ (به انگلیسی: 120460 Hambach، نامگذاری:1990TD7) صد و بیست هزار و چهارصد و شصتمین سیارک کشف شده‌است که در ۱۳ اکتبر ۱۹۹۰ کشف شد.